# Geissorhiza inconspicua
Geissorhiza inconspicua är en irisväxtart som beskrevs av John Gilbert Baker. Geissorhiza inconspicua ingår i släktet Geissorhiza och familjen irisväxter. Inga underarter finns listade i Catalogue of Life.